# Мариетта (Оклахома)
Мариетта (англ. Marietta) — город в США, административный центр округа Лов штата Оклахома. Население — 2719 человек (2020).

## География
Мариетта расположена по координатам 33°56′06″ с. ш. 97°07′25″ з. д. (33.935099, -97.123652). Согласно Бюро переписи населения США, город имеет площадь 6,32 км², из которых 6,29 км² — суша и 0,02 км² — водоёмы.

## Демография
| Год переписи                          | Нас. |  | %±     |
| ------------------------------------- | ---- |  | ------ |
| 1900                                  | 842  |  | —      |
| 1910                                  | 1546 |  | 83,6%  |
| 1920                                  | 1977 |  | 27,9%  |
| 1930                                  | 1505 |  | −23,9% |
| 1940                                  | 1837 |  | 22,1%  |
| 1950                                  | 1875 |  | 2,1%   |
| 1960                                  | 1933 |  | 3,1%   |
| 1970                                  | 2013 |  | 4,1%   |
| 1980                                  | 2494 |  | 23,9%  |
| 1990                                  | 2306 |  | −7,5%  |
| 2000                                  | 2445 |  | 6%     |
| 2010                                  | 2626 |  | 7,4%   |
| 2020                                  | 2719 |  | 3,5%   |
| 1900–2020 Десятилетняя перепись в США |      |  |        |

Согласно переписи 2010 года, в городе проживало 2626 человек в 983 домохозяйствах в составе 670 семей. Плотность населения составляла 416 человек/км². Было 1115 квартир (176/км²).
Расовый состав населения:
| - 64,4% — белых - 5,8% — коренных американцев - 4,7% — черных или афроамериканцев - 0,7% — азиатов - 18,5% — лиц других рас |

К двум или более расам принадлежало 5,9%. Испаноязычные составляли 25,9% всего населения.
По возрастному диапазону население распределялось следующим образом: 28,7% — лица до 18 лет, 56,2% — лица в возрасте 18-64 лет, 15,1% — лица в возрасте 65 лет и старше. Медиана возраста жителя составила 33,7 лет. На 100 человек женского пола в городе приходилось 87,7 мужчины; на 100 женщин в возрасте от 18 лет и старше — 84,2 мужчин также старше 18 лет.
Средний доход на одно домохозяйство составил 44 877 долларов США (медиана — 38 750), а средний доход на одну семью — 50 784 доллара (медиана — 42 750). Медиана доходов составляла 26 875 долларов для мужчин и 24 179 долларов для женщин. За чертой бедности находилось 23,7% лиц, в том числе 36,6% детей в возрасте до 18 лет и 10,1% лиц в возрасте 65 лет и старше.
Гражданское трудоустроенное население составило 1068 человек. Основные области занятости: искусство, развлечения и отдых — 19,9%, образование, здравоохранение и социальная помощь — 16,0%, розничная торговля — 15,5%.